# Sichuantita
Sichuantita (Poecile weigoldicus) är en fågel i familjen mesar inom ordningen tättingar. Från att tidigare ha behandlats som underart till talltita urskiljs den numera oftast som egen art. Fågeln förekommer enbart i ett litet område i sydvästra Kina.

## Utseende och läten
Sichuantitan är en 13 cm lång tita, lik talltitan (som vissa anser den vara en del av), med svart haklapp och vita kinder. Hjässan är dock mörkbrun, ej svart. Resten av fjäderdräkten är mycket mörkare brun, ovansidan djupt brun och undersidan kanelbeige. Könen är lika, ungfåglarna är mattare. Jämfört med närmast förekommande underart av talltita, affinis, har den även längre vingar, kortare stjärt och avvikande sång.

## Utbredning och systematik
Arten förekommer i bergstrakter i sydvästra Kina, från Sichuan till östra Tibet, sydöstra Qinghai och nordvästra Yunnan. Tidigare betraktades taxonet som en underart av talltita (Poecile montanus). Den urskiljs numera som egen art av både tongivande Clements et al och IOC på basis av DNA-studier som visar att den är genetiskt rätt avlägsen talltitan och skildes från för två eller tre miljoner år sedan. Den är troligen också parapatrisk med talltitans underart affinis.

### Släktestillhörighet
Talltitan med släktingar placerade tidigare i det stora messläktet Parus. Data från jämförande studier av DNA och morfologi visade att en uppdelning av släktet bättre beskriver mesfåglarnas släktskap varför de flesta auktoriteter idag behandlar Poecile som ett distinkt släkte.

## Levnadssätt
Fågeln lever av fjärilslarver, andra insekter och frön. Den hackar ut en skålformad hålighet i en rutten stubbe eller i ett träd. Boet fodras med djurhår och träflisor, möjligen också fjädrar. Däri lägger den fem till sex vita ägg med små rödaktiga fläckar.

## Status
Internationella naturvårdsunionen IUCN kategoriserar arten som livskraftig. Den beskrivs dock som sällsynt och sällan sedd.

## Namn
Fågelns vetenskapliga artnamn hedrar Max Hugo Weigold (1886-1973), tysk zoolog, samlare av specimen i Kina och Tibet, pionjär i ringmärkning av fåglar och den första europé att få se en levande jättepanda. Notera att kanelmesen (P. davidi) tidigare kallades sichuanmes. 